# Hiéroglyphe égyptien D16

Valeur fractionnaire des différentes parties de l'œil oudjat servant à noter une fraction d'heqat.

Le hiéroglyphe égyptien D16 (tache de faucon inférieur de l'œil oudjat) est classifiée dans la section D « Parties du corps humain » de la liste de Gardiner ; cet hiéroglyphe y est noté D16.

## Représentation
Il représente la tache brune en dessous de l'œil d'un faucon pèlerin composant de l'œil oudjat.

## Utilisation
C'est un idéogramme permettant de noter la valeur {\displaystyle {\frac {1}{64}}} d'une mesure heqat (soit environ 0,075 litre de céréales).